# Starstruck - Colpita da una stella (serie televisiva)
Starstruck - Colpita da una stella (Starstruck) è una serie televisiva britannica ideata, scritta e interpretata da Rose Matafeo e prodotta da BBC Three.

## Trama
Jessie è una giovane donna neozelandese che lavora in un cinema a Londra. Dopo aver trascorso la notte di capodanno con un affascinante sconosciuto, la giovane si rende conto che l'uomo è una star del cinema.

## Episodi
| Stagione         | Episodi | Prima TV UK | Prima TV Italia |
| ---------------- | ------- | ----------- | --------------- |
| Prima stagione   | 6       | 2021        | 2022            |
| Seconda stagione | 6       | 2022        | 2023            |
| Terza stagione   | 6       | 2023        | 2023            |

## Personaggi e interpreti

### Personaggi principali
- Jessie, interpretata da Rose Matafeo, doppiata da Perla Liberatori.
- Tom Kapoor, interpretato da Nikesh Patel, doppiato Davide Albano.
- Kate, interpretata da Emma Sidi, doppiata da Monica Vulcano.

## Critica
(Aldo Grasso, Corriere della Sera, 31 gennaio 2024)